# لوچنتس ۱۴۵۰۹
سیارک ۱۴۵۰۹ (به انگلیسی: 14509 Lucenec، نامگذاری:1996ER2) چهارده هزار و پانصد و نهمین سیارک کشف شده‌است که در ۹ مارس ۱۹۹۶ کشف شد.
قدر مطلق سیارک برابر ۱۴.۱ است.